# Amephana pallida
Amephana pallida är en fjärilsart som beskrevs av Schwing. Amephana pallida ingår i släktet Amephana och familjen nattflyn. Inga underarter finns listade i Catalogue of Life.